# Escola de Treino de Voo de Serviço N.º 5 da RAAF
A Escola de Treino de Voo de Serviço N.º 5 foi uma unidade de treino e instrução da Real Força Aérea Australiana (RAAF) que operou durante a Segunda Guerra Mundial. Foi uma de oito escolas de treino de voo de serviço criadas pela RAAF para realizar o treino intermédio e avançado dos novos pilotos australianos, como acordado no Plano de Treino Aéreo da Comunidade Britânica. A escola foi formada na Estação de Uranquinty, Nova Gales do Sul, em Outubro de 1941, e extinta em Fevereiro de 1946. Os seus militares e equipamento foram usados para voltar a formar a Escola de Treino de Voo N.º 1, que foi transferida para a Base aérea de Point Cook no ano seguinte. A Unidade de Manutenção e Cuidado de Uranquinty também foi formada a partir da Escola de Treino de Voo de Serviço N.º 5, que permaneceu na base após a extinção da escola para supervisionar as aeronaves deixadas; em 1948, esta unidade também foi extinta.

## História

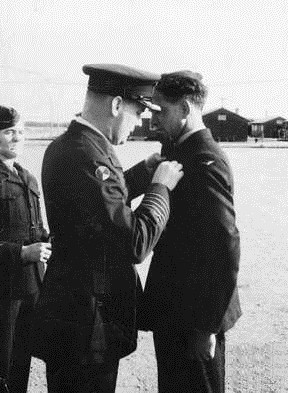
Len Waters recebe as suas asas de piloto depois de se graduar na Escola de Treino de Voo de Serviço N.º 5, em Julho de 1944

Com o despoletar da Segunda Guerra Mundial, o treino de tripulações da RAAF sofreu um aumento dramático, em resposta à participação da Austrália no Plano de Treino Aéreo da Comunidade Britânica. A instalação de treino de voo que existia antes da guerra, a Escola de Treino de Voo N.º 1 na Base aérea de Point Cook, foi substituída por doze escolas de treino de voo elementar, oito escolas de treino de voo de serviço e uma escola central de voo. Enquanto a Escola de Voo Central formava instrutores de voo, as escolas de treino elementar providenciavam instrução básica, sendo que quem se graduasse nestas escolas poderia avançar para uma escola de treino de voo de serviço para instrução e treino especializado, onde os futuros pilotos se preparariam para serviço operacional a bordo de determinadas aeronaves.
O curso na Escola de Treino de Voo de Serviço N.º 5 consistia tipicamente em duas vertentes, uma intermédia e uma avançada, e incluía técnicas como o manuseamento de instrumentos de voo, voo nocturno, acrobacias aéreas avançadas, voo em formação, bombardeamento de mergulho e manuseamento de armamento aeronáutico. A duração total do treino variou durante a guerra, consoante a necessidade de treino de tripulações aumentava ou diminuía. Inicialmente, o curso tinha a duração de 16 semanas, contudo posteriormente foi encurtado para 10 semanas (que incluíam 75 horas de voo de treino) em Outubro de 1940. Um ano depois foi aumentado para 12 semanas (incluindo 100 horas de voo de treino), sendo aumentado para 16 semanas dois meses depois. A duração do curso continuou constante a aumentar, até atingir o pico de 28 semanas em Junho de 1944.
A Escola de Treino de Voo de Serviço N.º 5 foi formada na Estação de Uranquinty, Nova Gales do Sul, em Outubro de 1941, e ficou subordinada ao Grupo de Treino N.º 2. Juntamente com a Escola de Treino de Voo de Serviço N.º 2, na Estação de Forest Hill, e mais tarde com a Escola de Treino de Voo Básico N.º 1 em  Uranquinty, a Escola de Treino de Voo de Serviço N.º 5 era uma das chamadas "Escolas de Treino de Voo de Wagga", que juntas graduaram mais de 3000 pilotos durante os anos 40 e 50. O comandante inaugural da unidade foi o Group Captain Ulex Ewart, um graduado do Real Colégio Militar, em Duntroon, que havia sido transferido para a RAAF e aprendeu a pilotar no primeiro curso de cadetes da Escola de Treino de Voo N.º 1 em 1923. À época da sua formação a Escola de Treino de Voo de Serviço N.º 5 tinha uma força de 792 efectivos, responsáveis pelo treino de cerca de 200 pilotos. Um dos seis primeiros instrutores foi o oficial Bill Newton, que mais tarde seria condecorado com a Cruz Vitória pelos ataques de bombardeamento na Nova Guiné. Depois do despoletar da Guerra do Pacífico em Dezembro de 1941, os aviões de treino CAC Wirraway foram classificados como aeronaves de reserva para a defesa da Austrália.

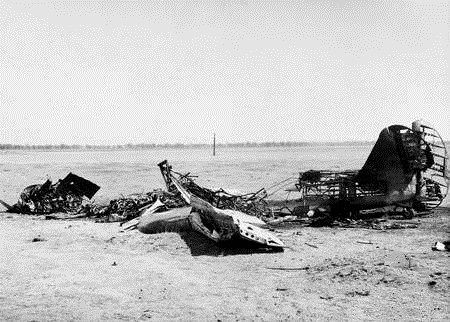
Destroços de um Wirraway da Escola de Treino de Voo de Serviço N.º 5 que despenhou-se no dia 26 de Março de 1945, ceifando a vida aos dois tripulantes

A escola começou o treino de voo em Fevereiro de 1942 usando 28 aviões Wirraway. A escola cresceu durante os dois anos seguintes, e no início de 1944 estava a operar 128 aviões Wirraway, dois de Havilland DH.84, dois de Havilland Moth Minor e um CAC Wackett. Em média, concluía um curso de pilotagem por mês, embora a taxa de aproveitamento não fosse superior a 60%. Entre os graduados esteve Len Waters, o primeiro aviador militar de origem indígena, tendo sido também o único aborígene a servir como piloto de caças na RAAF durante a Segunda Guerra Mundial. Pelo simples facto de ser uma unidade de treino de voo, a escola sofreu vários acidentes de voo. Quarenta e dois estudantes morreram durante a guerra, uma média de um morto por mês. Um incidente, envolvendo os pilotos mais experientes da escola, ocorreu em Dezembro de 1943, quando os ases da aviação Clive Caldwell e John Waddy, na altura instrutores da Unidade de Treino Operacional N.º 2 em Mildura, quase colidiram quando as suas rotas se cruzaram durante uma exibição acrobática por cima da base.
A Escola de Treino de Voo de Serviço N.º 5 teve uma força de 2000 efectivos durante a guerra, e graduou 1515 pilotos. A taxa de realização de voos na escola começou a diminuir durante 1945 e, em Novembro, as suas aeronaves começaram a ser retiradas de serviço. Em Fevereiro de 1946, a escola foi dissolvida e o seu efectivo e equipado usado para re-estabelecer a Escola de Treino de Voo N.º 1, que havia existido durante a guerra com a designação de Escola de Treino de Voo de Serviço N.º 1, isto antes de ser dissolvida em 1944. A Escola de Treino de Voo N.º 1 foi equipada com cinquenta e cinco aviões Wirraway, dois de Havilland Tiger Moth, e um Avro Anson, embora na altura da sua formação realizasse poucos voos, tendo apenas começado a trabalhar a 100% depois de ser transferida para Point Cook em Agosto de 1947. A desmobilização do pós-guerra viu o estabelecimento de várias unidades de manutenção na RAAF, cuja função era a de cuidar do equipamento aeronáutico antes de este ser efectivamente removido da força. A Escola de Treino de Voo de Serviço N.º 5 gerou a Unidade de Manutenção e Cuidado de Uranquinty para tomar conta das aeronaves armazenadas na base. Estas aeronaves foram vendidas em leilão em Novembro de 1948, e a unidade foi dissolvida no mês seguinte.

## Legado
Depois da saída da Escola de Treino de Voo N.º 1 em 1947, não ocorreu mais nenhum voo em Uranquinty até 1951, quando a recém-formada Escola de Treino de Voo Básico N.º 1 herdou as infraestruturas da base. Esta escola de treino de voo básico foi transferida para Point Cook em 1958, altura na qual a base em Uranquinty foi encerrada. As unidades da RAAF que operaram na base formaram uma ligação próxima com a comunidade local. Em 1999 foi erguido um memorial dedicado à Escola de Treino de Voo de Serviço N.º 5, no parque Wirraway, em Uranquinty. Em Setembro de 2002 um painel foi adicionado ao memorial e inaugurado pelo Governador-general da Austrália, Peter Hollingworth; no dia da inauguração, ocorreu uma exibição aérea por um Pilatus PC-9 da equipa acrobática da RAAF e a chegada de um Wirraway do Museu de Aviação de Temora, a primeira vez em 45 anos que um destes aviões de treino aterrou em Uranquinty.